# Telchinia orina
Telchinia orina is een vlinder uit de familie van de Nymphalidae. De wetenschappelijke naam van de soort is voor het eerst gepubliceerd in 1874 door William Chapman Hewitson.

## Verspreiding
De soort komt voor in Ivoorkust, Ghana, Togo, Nigeria, West-Kameroen, Equatoriaal Guinee (Mbini en Bioko) en Centraal Afrikaanse Republiek.

## Habitat
Het habitat bestaat uit bosranden en kapvlakten.